# Plectonemertes sinensis
Plectonemertes sinensis är en djurart som tillhör fylumet slemmaskar, och som beskrevs av Gibson 1990. Plectonemertes sinensis ingår i släktet Plectonemertes och familjen Plectonemertidae. Inga underarter finns listade i Catalogue of Life.